# Patrimoni dell'umanità delle Seychelles
I patrimoni dell'umanità delle Seychelles sono i siti dichiarati dall'UNESCO come patrimonio dell'umanità nelle Seychelles, che sono divenute parte contraente della Convenzione sul patrimonio dell'umanità il 9 aprile 1980.
Al 2022 i siti iscritti nella Lista dei patrimoni dell'umanità sono due e altrettante sono le candidature per nuove iscrizioni. Il primo sito, atollo Aldabra, è stato iscritto nella lista nel 1982, durante la sesta sessione del comitato del patrimonio mondiale. L'anno successivo, nella settima sessione, la Riserva naturale Vallée de Mai è divenuta il secondo sito seychellese riconosciuto dall'UNESCO. Entrambi i siti sono considerati naturali, secondo i criteri di selezione.

## Siti del Patrimonio mondiale
| Foto | Sito                           | Luogo   | Tipo                             | Anno | Descrizione |
| ---- | ------------------------------ | ------- | -------------------------------- | ---- | --- |
|      | Atollo Aldabra                 | Aldabra | Naturale (185; vii, ix, x)       | 1982 | L'atollo è composto da quattro grandi isole coralline che racchiudono una laguna poco profonda; il gruppo di isole è esso stesso circondato da una barriera corallina. A causa delle difficoltà di accesso e dell'isolamento dell'atollo, Aldabra è stata protetta dall'influenza umana e quindi conserva circa 152 000 tartarughe giganti, la più grande popolazione mondiale di questo rettile. |
|      | Riserva naturale Vallée de Mai | Praslin | Naturale (261; vii, viii, ix, x) | 1983 | Nel cuore della piccola isola di Praslin, la riserva conserva le vestigia di un palmeto naturale conservato quasi allo stato originale. Il famoso coco de mer, da una palma che un tempo si credeva crescesse nelle profondità del mare, è il seme più grande del regno vegetale. |

## Siti candidati
| Foto | Sito                                 | Luogo      | Tipo                     | Anno       | Descrizione |
| ---- | ------------------------------------ | ---------- | ------------------------ | ---------- | --- |
|      | Rovine della missione di Venn's Town | Port Glaud | Culturale (5796; iv, vi) | 01/02/2013 | Le rovine della Missione (rovine di Venn's Town) si trovano sull'isola di Mahé, nel sud-ovest del parco nazionale del Morne Seychellois, a un'altitudine di 450 m. La creazione dell'insediamento di Venn's Town nel 1875 può essere descritta come un periodo interessante e molto simbolico nella storia delle Seychelles. Il gran numero di africani liberati ha avuto un grande impatto nella formazione dell'identità creola delle Seychelles e ha dato vita alla successiva civiltà: un emblema di speranza per l'umanità in un tempo di grandi ingiustizie. Il sito culturale di Venn's Town comprende rovine e un cimitero che era un'estensione dell'insediamento originale dove furono sepolti i figli degli schiavi liberati. |
|      | Isola di Silhouette                  | Silhouette | Misto (5799; v, x)       | 01/02/2013 | Sebbene Silhouette sia la terza isola più grande delle Seychelles e Mont Dauban la seconda montagna più alta (740 m), i ripidi pendii dell'isola hanno impedito uno sviluppo significativo e hanno limitato la popolazione a 147 persone. Di conseguenza, l'impatto umano è stato meno significativo che su altre isole e gran parte della natura originaria delle isole Seychelles è conservata su Silhouette: è considerata dagli ambientalisti come uno dei più importanti hotspot di biodiversità nell'Oceano Indiano. Silhouette Island ospita due monumenti nazionali: la casa della piantagione e il mausoleo di Dauban. La casa della piantagione riflette movimenti artistici e architettonici originati dalla cultura creola ed europea. Fu costruito intorno al 1861 come casa di famiglia per Henry Dauban, a quel tempo proprietario dell'isola. |